# 陳正蒙
陳正蒙（?—?），字穉开，號洞生，廣東惠州府歸善縣民籍。

## 生平
年十二，聪慧絶人，登萬曆四十年壬子科廣東鄉試第三名舉人，四十四年（1616年）丙辰科三甲一百七十二名進士，通政司觀政，四十五年授歸化縣知縣，下车礼高年，表有德，问其利病而兴革之，政务宜民，絶无少年刚鋭之弊。未几卒于官，贫不能殓，父廷谔司铎澄海，遣人扶榇归，父老皆垂泣送之，祀乡贤名宦。

## 家族
曾祖陈锐，儒士。祖父陈汲。父陈廷谔，举人，澄海县教谕。

## 引用
1. ↑  《萬曆四十四年丙辰科進士序齒録》